# Chrysotoxum nigrifacies
Chrysotoxum nigrifacies är en tvåvingeart som beskrevs av Shannon 1926. Chrysotoxum nigrifacies ingår i släktet getingblomflugor, och familjen blomflugor. Inga underarter finns listade i Catalogue of Life.